# Marcinkowski
Marcinkowski (forma żeńska: Marcinkowska; liczba mnoga: Marcinkowscy) – polskie nazwisko, którego etymologia wywodzi się prawdopodobnie od wsi Marcinkowo.
Nazwisko szczególnie popularne w Poznaniu i Wielkopolsce.

## Znane osoby noszące to nazwisko
- Antoni Jaksa-Marcinkowski (1823–1880) – polski pisarz
- Andrzej Marcinkowski (ur. 28 lutego 1929 w Poznaniu, zm. 13 marca 2010) – polski adwokat, polityk
- Andrzej Marcinkowski (ur. 11 listopada 1933 w Poznaniu, zm. 29 maja 2021) – polski fizyk jądrowy
- Bartosz Marcinkowski – polski ekonomista i informatyk
- Ireneusz Marcinkowski (ur. 28 września 1977) – polski piłkarz, obrońca
- Jerzy Marcinkowski – strona ujednoznaczniająca
- Józef Marcinkowski (ur. 14 lutego 1900 w Makowie k. Dobrzynia nad Wisłą, zm. 2 kwietnia 1952 w Warszawie) – żołnierz Armii Krajowej.
- Karol Marcinkowski (ur. 23 czerwca 1800 w Poznaniu, zm. 6 listopada 1846 w Dąbrówce Ludomskiej) – wielkopolski lekarz, społecznik, filantrop, inicjator budowy Bazaru w Poznaniu
- Roman Adam Marcinkowski (ur. 28 lutego 1942 w Szczutowie) – polski duchowny katolicki, biskup pomocniczy diecezji płockiej, biskup tytularny Bulla Regia
- Witold Marcinkowski (ur. 30 marca 1910 w Miłosławiu, powiat Września, zm. 20 kwietnia 1942 we Wronkach) – polski instruktor harcerski, harcmistrz, wizytator chorągwi zachodnich Szarych Szeregów
- Władysław Marcinkowski (ur. 16 czerwca 1858 w Mieszkowie, zm. 10 grudnia 1947 w Poznaniu) – polski rzeźbiarz
- Zdzisław Marcinkowski (1881–1944/45) – polski fotograf
- Zdzisław Piotr Marcinkowski (ur. 21 czerwca 1950 w Dmeninie koło Radomska) – polski działacz samorządowy, prezydent miasta Radomia w latach (2002–2006), nadinspektor policji